# 산가마키촌
산가마키촌(일본어: 三箇牧村)은 일본 오사카부 시마카미군·미시마군에 설치되었던 촌이다. 현재의 다카쓰키시에 해당한다.

## 역사
- 1889년 4월 1일 - 정촌제 시행에 의해 시마시모군 산가마키촌이 성립하였다.
- 1896년 4월 1일 - 미시마군이 성립하여 소속이 변경되었다.
- 1955년 4월 3일 - 다카쓰키시에 편입되었다.

## 참고문헌
- 『角川日本地名大辞典 27（大阪府）』（角川書店、1983年） ISBN 978-4-04-001270-4